# Francisco José Urrutia
Francisco José Urrutia (Popayán, 12 april 1870 - Bogota 6 augustus 1950) was een Colombiaans jurist, diplomaat en politicus. Hij was lid van het Huis van Afgevaardigden en de Senaat, en was eenmaal Staatssecretaris en tweemaal Minister van Buitenlandse zaken. Hij was ambassadeur in verschillende landen en vertegenwoordigde zijn land tijdens internationale conferenties en in de vergaderingen van de Volkenbond. Van 1930 tot 1942 was hij rechter van het Permanente Hof van Internationale Justitie.

## Levensloop
Urrutia studeerde rechten en politicologie aan de Centrale Universiteit van Ecuador in Quito. Nadat hij hier in 1893 zijn doctoraat behaalde, trad hij toe tot de diplomatieke dienst van zijn land. Vanaf 1900 was hij secretaris van legatie, een rang onder het gezantschap in diplomatieke dienst.
Vanaf 1906 was hij Staatssecretaris van Buitenlandse Zaken en van 1908 tot 1909 Minister van Buitenlandse Zaken. Vervolgens werd hij in 1911 gekozen tot lid van het Huis van Afgevaardigden. Het jaar erop werd hij Colombiaans gezant in Brazilië en in 1913 keerde hij terug naar zijn land om tot 1914 opnieuw Minister van Buitenlandse Zaken te worden. Een jaar later werd hij benoemd tot senator en in 1918 tot voorzitter van de Senaat. Vervolgens werd hij gezant van zijn land in Spanje en Zwitserland.
Van 1920 tot 1930 vertegenwoordigde hij Colombia bij alle vergaderingen en van 1926 tot 1928 ook in de raad van de nieuw opgerichte Volkenbond. In 1928 leidde hij de zitting van de Raad van de Volkenbond. Verder vertegenwoordigde hij zijn land tijdens verschillende internationale conferenties.
Verder was hij sinds 1927 lid van het Permanente Hof van Arbitrage in Den Haag en doceerde hij een jaar later aan de Haagsche Academie voor Internationaal Recht. Hij publiceerde verschillende boeken en was sinds 1921 lid van het Institut de Droit International.
In 1930 werd hij gekozen tot rechter van het Permanente Hof van Internationale Justitie van de Volkenbond in Den Haag. Hier begon hij zijn ambtstijd aan het begin van 1931 en bleef hij aan tot de rechterverkiezingen die voor 1939 waren voorzien, maar door het begin van de Tweede Wereldoorlog niet plaatsvonden. Net als de andere rechters bleef hij na afloop van zijn termijn zijn ambt bij het hof uitvoeren, tot hij in januari 1942 om leeftijds- en gezondheidsredenen terugtrad.
- Bibsys: 15005502
- Biblioteca Nacional de España: XX1471754
- Gemeinsame Normdatei: 133791033
- International Standard Name Identifier: 0000 0001 1470 8657
- Library of Congress Control Number: n88001811
- Nationale Bibliotheek van Israël: 987007275969805171
- Nederlandse Thesaurus van Auteursnamen: 25531616X
- Système universitaire de documentation: 106242199
- Virtual International Authority File: 38116909
- WorldCat: E39PBJtrTX8TPwtmXVXxvtPRKd